# Velika nagrada Belgije 2007
Velika nagrada Belgije 2007 je bila štirinajsta dirka Svetovnega prvenstva Formule 1 v sezoni 2007. Odvijala se je 16. septembra 2007 na dirkališču Circuit de Spa-Francorchamps.

## Rezultati

### Kvalifikacije
| Poz | Dirkač               | Konstruktor        | 1. del   | 2. del    | 3. del    |
| --- | -------------------- | ------------------ | -------- | --------- | --------- |
| 1   | Kimi Räikkönen       | Ferrari            | 1:46,242 | 1:45,070  | 1:45,994  |
| 2   | Felipe Massa         | Ferrari            | 1:46,060 | 1:45,173  | 1:46,011  |
| 3   | Fernando Alonso      | McLaren-Mercedes   | 1:46,058 | 1:45,442  | 1:46,091  |
| 4   | Lewis Hamilton       | McLaren-Mercedes   | 1:46,437 | 1:45,132  | 1:46,406  |
| 5   | Nico Rosberg         | Williams-Toyota    | 1:46,950 | 1:46,469  | 1:47,334  |
| 6   | Nick Heidfeld        | BMW Sauber         | 1:46,923 | 1:45,994  | 1:47,409  |
| 7   | Mark Webber          | Red Bull-Renault   | 1:47,084 | 1:46,426  | 1:47,524  |
| 8   | Jarno Trulli         | Toyota             | 1:47,143 | 1:46,480  | 1:47,798  |
| 9   | Heikki Kovalainen    | Renault            | 1:46,971 | 1:46,240  | 1:48,505  |
| 10  | Ralf Schumacher      | Toyota             | 1:47,300 | 1:46,618  |           |
| 11  | David Coulthard      | Red Bull-Renault   | 1:47,340 | 1:46,800  |           |
| 12  | Jenson Button        | Honda              | 1:47,474 | 1:46,955  |           |
| 13  | Vitantonio Liuzzi    | Toro Rosso-Ferrari | 1:47,576 | 1:47,115  |           |
| 14  | Robert Kubica        | BMW Sauber         | 1:46,707 | 1:45,885  | 1:46,996* |
| 15  | Alexander Wurz       | Williams-Toyota    | 1:47,522 | 1:47,394  |           |
| 16  | Sebastian Vettel     | Toro Rosso-Ferrari | 1:47,581 |           |           |
| 17  | Rubens Barrichello   | Honda              | 1:47,954 |           |           |
| 18  | Takuma Sato          | Super Aguri-Honda  | 1:47,980 |           |           |
| 19  | Adrian Sutil         | Spyker-Ferrari     | 1:48,044 |           |           |
| 20  | Anthony Davidson     | Super Aguri-Honda  | 1:48,199 |           |           |
| 21  | Sakon Jamamoto       | Spyker-Ferrari     | 1:49,557 |           |           |
| 22  | Giancarlo Fisichella | Renault            | 1:47,143 | 1:46,603* |           |

* Robert Kubica in Giancarlo Fisichella sta izgubila deset štartnih mest zaradi menjave motorja.

### Dirka
| Poz | Št | Dirkač               | Konstruktor        | Krogi | Čas/Odstop     | Št. m. | Toč |
| --- | -- | -------------------- | ------------------ | ----- | -------------- | ------ | --- |
| 1   | 6  | Kimi Räikkönen       | Ferrari            | 44    | 1:20:39,066    | 1      | 10  |
| 2   | 5  | Felipe Massa         | Ferrari            | 44    | + 4,695 s      | 2      | 8   |
| 3   | 1  | Fernando Alonso      | McLaren-Mercedes   | 44    | + 14,343 s     | 3      | 6   |
| 4   | 2  | Lewis Hamilton       | McLaren-Mercedes   | 44    | + 23,615 s     | 4      | 5   |
| 5   | 9  | Nick Heidfeld        | BMW Sauber         | 44    | + 51,879 s     | 6      | 4   |
| 6   | 16 | Nico Rosberg         | Williams-Toyota    | 44    | + 1:16,876     | 5      | 3   |
| 7   | 15 | Mark Webber          | Red Bull-Renault   | 44    | + 1:20,639     | 7      | 2   |
| 8   | 4  | Heikki Kovalainen    | Renault            | 44    | + 1:25,106     | 9      | 1   |
| 9   | 10 | Robert Kubica        | BMW Sauber         | 44    | + 1:25,661     | 14     |     |
| 10  | 11 | Ralf Schumacher      | Toyota             | 44    | + 1:28,574     | 10     |     |
| 11  | 12 | Jarno Trulli         | Toyota             | 44    | + 1:43,653     | 8      |     |
| 12  | 18 | Vitantonio Liuzzi    | Toro Rosso-Ferrari | 43    | +1 krog        | 13     |     |
| 13  | 8  | Rubens Barrichello   | Honda              | 43    | +1 krog        | 17     |     |
| 14  | 20 | Adrian Sutil         | Spyker-Ferrari     | 43    | +1 krog        | 19     |     |
| 15  | 22 | Takuma Sato          | Super Aguri-Honda  | 43    | +1 krog        | 18     |     |
| 16  | 23 | Anthony Davidson     | Super Aguri-Honda  | 43    | +1 krog        | 20     |     |
| 17  | 21 | Sakon Jamamoto       | Spyker-Ferrari     | 43    | +1 krog        | 21     |     |
| Ods | 7  | Jenson Button        | Honda              | 36    | Hidravlika     | 12     |     |
| Ods | 17 | Alexander Wurz       | Williams-Toyota    | 34    | Pritisk goriva | 15     |     |
| Ods | 14 | David Coulthard      | Red Bull-Renault   | 29    | Hidravlika     | 11     |     |
| Ods | 19 | Sebastian Vettel     | Toro Rosso-Ferrari | 8     | Krmiljenje     | 16     |     |
| Ods | 3  | Giancarlo Fisichella | Renault            | 1     | Vzmetenje      | 22     |     |